# Puijo
Puijo är en kulle i Finland.   Den ligger i den ekonomiska regionen  Kuopio ekonomiska region  och landskapet Norra Savolax, i den centrala delen av landet, 300 km norr om huvudstaden Helsingfors. Toppen på Puijo är 230 meter över havet, eller 148 meter över den omgivande terrängen. Bredden vid basen är 4,7 km.
Terrängen runt Puijo är huvudsakligen platt. Puijo är den högsta punkten i trakten. Runt Puijo är det ganska tätbefolkat, med 108 invånare per kvadratkilometer. Närmaste större samhälle är Kuopio, 2,3 km sydost om Puijo. 